# Иса, Мухаммад
Мухаммад Иса (англ. Muhammad Isa; 21 декабря 1948, Пойнт-Фортин — 2 июля 2018, Сан-Фернандо) — тринидадский футболист и футбольный тренер.

## Биография
Воспитанник католического колледжа святого Бенедикта. Начинал играть в футбол в местной команде. Позднее выступал за «Пойнт-Фортин Сивик» и «Полицию».
Ещё до завершения карьеры Иса начал тренировать. В качестве наставника он дебютировал в «Полиции». Первого серьезного успеха наставник добился с командой «Тринток» — в 1986 году он привел её к первому в истории чемпионству страны. Через два года «Тринток» повторил это достижение. Однако наибольших тренерских свершений Иса добился с «Полицией», в которую он вернулся в 1989 году. В 1991 году он сенсационно довел клуб до Кубка чемпионов КОНКАКАФ, в котором полицейские по сумме двух встреч уступили мексиканской «Пуэбле». Вскоре Иса во главе сборной Тринидада и Тобаго одержал победу в розыгрыше домашнего Карибского кубка. Последнего крупного тренерского успеха наставник добился в 1994 году, сделав с «Полицией» «золотой дубль».
Затем специалист сосредоточился на юношеском футболе. Помимо этого он был занят руководящей работой. С 2016 года он работал техническим директором в федерации футбола Тринидада и Тобаго.
2 июля 2018 года Мухаммад Иса скончался на 70-м году жизни в госпитале города Сан-Фернандо.

## Достижения

### Футболиста
- Обладатель Кубка Тринидада и Тобаго (1): 1975

### Тренера
- Обладатель Карибского кубка (1): 1992.
- Финалист Кубка чемпионов КОНКАКАФ (1): 1991.
- Чемпион Тринидада и Тобаго (4): 1986, 1988, 1991, 1994.
- Обладатель Кубка Тринидада и Тобаго (3): 1986, 1988, 1994.